# Hans Georg Anscheidt
Hans Georg Anscheidt is een voormalige Duits motorcoureur en drievoudig wereldkampioen in het wereldkampioenschap wegrace. Hij is ook zevenvoudig Duits kampioen in de 50cc-klasse en tweevoudig Duits kampioen in de 125cc-klasse. 

## Carrière
Hans Georg Anscheidt was opgeleid tot automonteur. In 1961 reed hij voor Kreidler in de Coupe d'Europe. Dat was een raceserie van acht wedstrijden die door de Fédération Internationale de Motocyclisme in het leven was geroepen om te "proeven" of de 50cc-klasse levensvatbaar was. Hans Georg Anscheidt won vier van de acht wedstrijden met een Kreidler RS, een machine gebaseerd op de gewone Kreidler Florett die daar nog veel gelijkenis mee vertoonde. 

### 1962, Kreidler
Kreidler en Anscheidt mochten zich Europees kampioen noemen en traden in het seizoen 1962 aan in het wereldkampioenschap wegrace. Twee Japanse merken hadden enorme investeringen gedaan in de nieuwe klasse. Honda bracht in dit jaar niet minder dan drie versies van haar 50cc-fabrieksracers: de eencilinders RC 110 en RC 111 en de tweecilinder RC 112. Suzuki had de Oost-Duitse coureur Ernst Degner geholpen om met zijn gezin de DDR te ontvluchten en hij bracht de vooruitstrevende tweetakttechniek van MZ-constructeur Walter Kaaden mee. Hij voorzag de Suzuki RM 62 van deze techniek met roterende inlaat en expansie-uitlaat. Tijdens de openingsrace, de Grand Prix van Spanje, kwamen de Japanners er nog niet aan te pas. Anscheidt won voor de Spanjaard José Maria Busquets op een Derbi. Luigi Taveri werd met de Honda RC 110 derde. De snelste Suzuki-rijder (Michio Ichino) werd slechts zevende. Tijdens de 50 cc TT op het eiland Man won Degner met zijn Suzuki voor de Honda-rijders Taveri en Tommy Robb. Honda had de machine, die nu RC 111 heette, al verbeterd en Anscheidt werd slechts vierde. Tijdens de TT van Assen had Kreidler een dilemma: Anscheidt was eigenlijk eerste rijder, maar Jan Huberts had ook al een race gewonnen én reed een thuisrace in Nederland, als bromfietsland erg belangrijk voor het merk. Uiteindelijk kreeg Anscheidt de snelste machine, maar hij werd slechts derde achter Degner en Huberts. Degner won ook de Belgische GP, waarin Anscheidt tweede werd. Ook in de GP van Duitsland werd hij tweede achter Degner. Die laatste raakte tijdens de Ulster Grand Prix geblesseerd, waardoor hij niet kon starten in de GP des Nations op Monza. Daar won Anscheidt en hij nam de leiding in de WK-stand. In de GP van Finland werd Anscheidt derde, maar omdat hij Degner voor bleef liep hij zelfs nog iets uit in het wereldkampioenschap. In de GP van Argentinië won Degner met hulp van teamgenoot Hugh Anderson, die hem in zijn slipstream voorbij Anscheidt sleepte. Dat was voldoende voor Degner om wereldkampioen te worden. 

### 1963, Kreidler

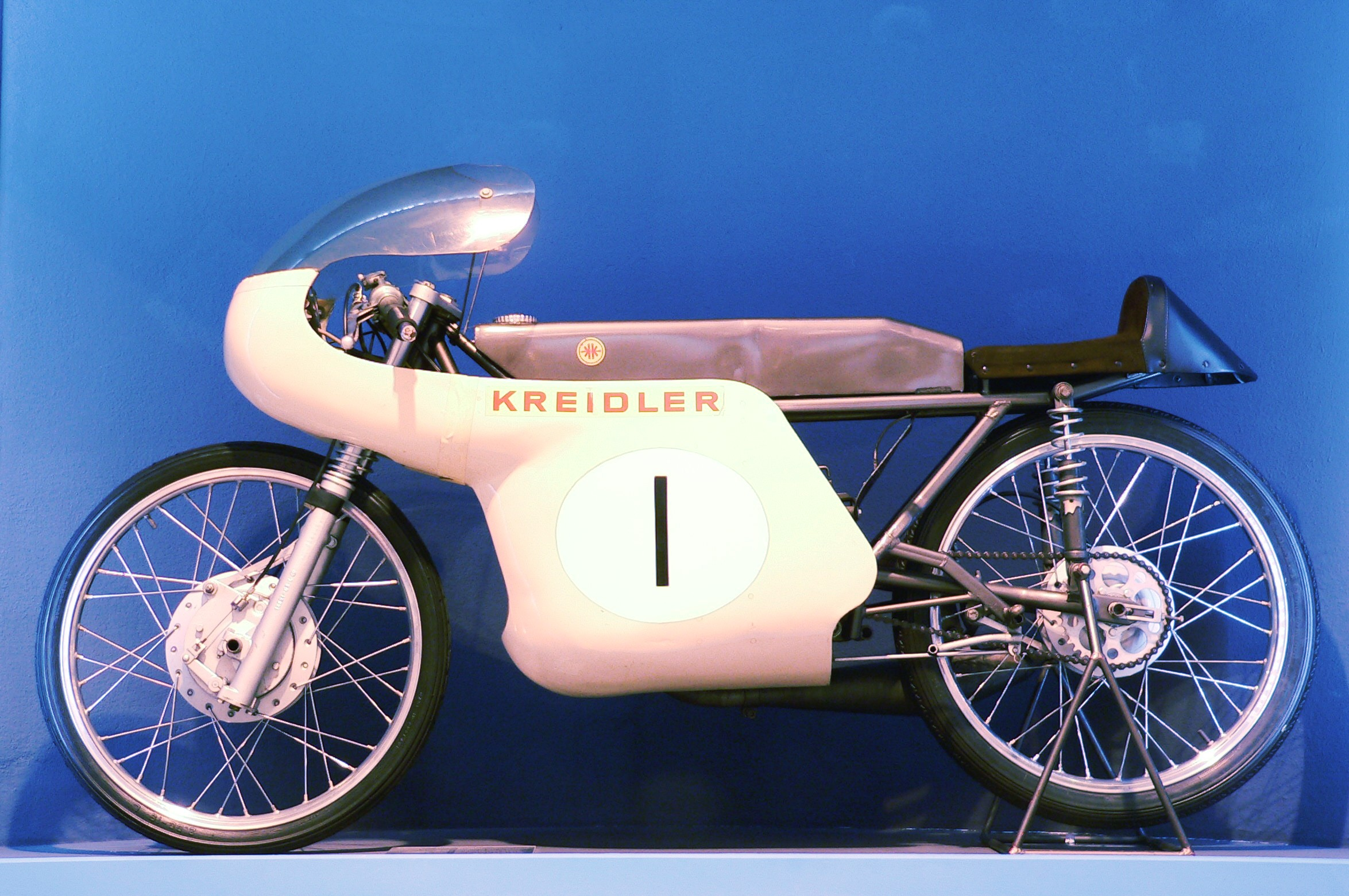
50cc-eencilinder Kreidler RS uit 1963.

In het seizoen 1963 trok Honda zich terug uit de 50cc-klasse, zodat die tussen Suzuki en Kreidler uitgevochten werd. Anscheidt won de GP van Spanje, maar werd in de GP van Duitsland slechts vierde achter drie Suzuki RM 63's. Hij won de GP van Frankrijk, waar zijn grootste concurrent Hugh Anderson geen punten scoorde. In de 50 cc TT werd hij derde achter Anderson. Hier was Mitsuo Itoh de eerste Japanner die een race in de TT van Man won. Tijdens de TT van Assen werd Anscheidt slechts zesde, maar Anderson werd slechts tweede achter zijn teamgenoot Ernst Degner. Desondank nam Anderson de leiding in het 50cc-WK over van Anscheidt. In de GP van België werd Anscheidt derde, maar Anderson werd vierde. Het WK bleef spannend met 29 punten voor Anderson en 27 punten voor Anscheidt. Toen Anscheidt de GP van Finland won kwam hij weer aan de leiding van het WK, maar tijdens de training van de GP van Argentinië raakte hij geblesseerd waardoor hij daar én in de GP van Japan niet kon starten. In Japan kwam Honda terug met haar nieuwe Honda RC 113, die bedoeld was voor het volgende seizoen. Anderson werd automatisch wereldkampioen omdat Hans Georg Anscheidt niet kon rijden.

### 1964, Kreidler
Hoewel Luigi Taveri in 1963 de Japanse GP gewonnen had met de nieuwe Honda RC 113, vond Honda de machine nog niet goed genoeg om aan het seizoen 1964 te beginnen. Suzuki was wel klaar en bezette de eerste drie posities van de GP van de USA, waar Anscheidt vierde werd. Anscheidt won wel de GP van Spanje maar werd in de GP van Frankrijk tweede achter Hugh Anderson. In de 50 cc TT won Anderson voor Honda-rijder Ralph Bryans en Hans Georg Anscheidt. Anderson had inmiddels een behoorlijke voorsprong in het WK van 10 punten. In de TT van Assen viel Anderson uit, maar Anscheidt profiteerde daar niet van: hij werd slechts vierde van de vijf coureurs die überhaupt over de finish kwamen. In de GP van België was de finish zeer spannend: Bryans won met 0,3 seconde voorsprong op Anscheidt, die weer 0,2 seconde voor Anderson finishte. In de Duitse GP viel Anderson weer uit, en weer profiteerde Anscheidt niet; hij werd slechts vierde. In de WK-stand werd hij gepasseerd door winnaar Ralph Bryans. In de GP van Finland won Anderson met 0,7 seconde verschil van Anscheidt. Dit was de laatste Grand Prix en Anscheidt sloot het seizoen als derde af.

### 1965, Kreidler en Suzuki
In het seizoen 1965 kon Kreidler geen vuist meer maken tegen de tweecilinderviertakt Honda RC 115 en de tweecilindertweetakt Suzuki RK 65. Anscheidt werd in de GP van Duitsland zesde en in de GP van Spanje vijfde. Daarna kwam het Kreidler-team niet meer aan de start en in juli maakte men bekend te stoppen met wegraces. Voor Anscheidt, die sporadisch ook met een 125cc-MZ-blok in een Kreidler frame startte, maakte het de weg vrij voor een overstap naar concurrent Suzuki. Dat gebeurde al tijdens de Japanse Grand Prix, waar hij met de Suzuki RK 65 vierde werd.

### 1966, Suzuki, eerste wereldtitel
De belangstelling voor de 50cc-klasse was tanende en in het seizoen 1966 bereikte ze haar dieptepunt: er waren slechts zes wedstrijden gepland. Hoewel Hans Georg Anscheidt af en toe in de 125cc-klasse aantrad, concentreerde hij zich op de 50cc-klasse. In de GP van Spanje reed hij de snelste ronde, maar dat was ook nodig want hij had een slechte start. Hij klom op tot de tweede plaats, elf seconden achter Honda-rijder Luigi Taveri. Anscheidt won in de GP van Duitsland en voorkwam daardoor dat Honda alle klassen won. Omdat Taveri slechts vierde werd nam Anscheidt de leiding in het WK. Tijdens de TT van Assen waren de rollen omgekeerd: Taveri won en Anscheidt werd vierde. Taveri nam de leiding in het WK over. Taveri werd tweede in de 50 cc TT, maar Anscheidt viel uit waardoor hij in het WK gepasseerd werd door Ralph Bryans. Anscheidt won de GP des Nations voor Bryans en Taveri. In het WK hadden Bryans en Taveri nu elk 26 punten, Anscheidt 25 punten. Honda was het niet eens met de keuze voor de Fuji Speedway en verscheen uit principiële overwegingen niet bij de GP van Japan. Dat betekende bijna automatisch dat men de 50cc-wereldtitel opgaf, want Hans Georg Anscheidt had nu aan een tweede plaats genoeg om wereldkampioen te worden. Vreemd genoeg werd hem die tweede plaats bijna door een teamgenoot onthouden. De race werd namelijk gewonnen door Yoshimi Katayama. Anscheidt werd weliswaar tweede, maar het verschil met Hugh Anderson bedroeg slechts 0,1 seconde. Als Anderson iets sneller was geweest, was de wereldtitel alsnog naar Ralph Bryans gegaan. 

### 1967, Suzuki, tweede wereldtitel

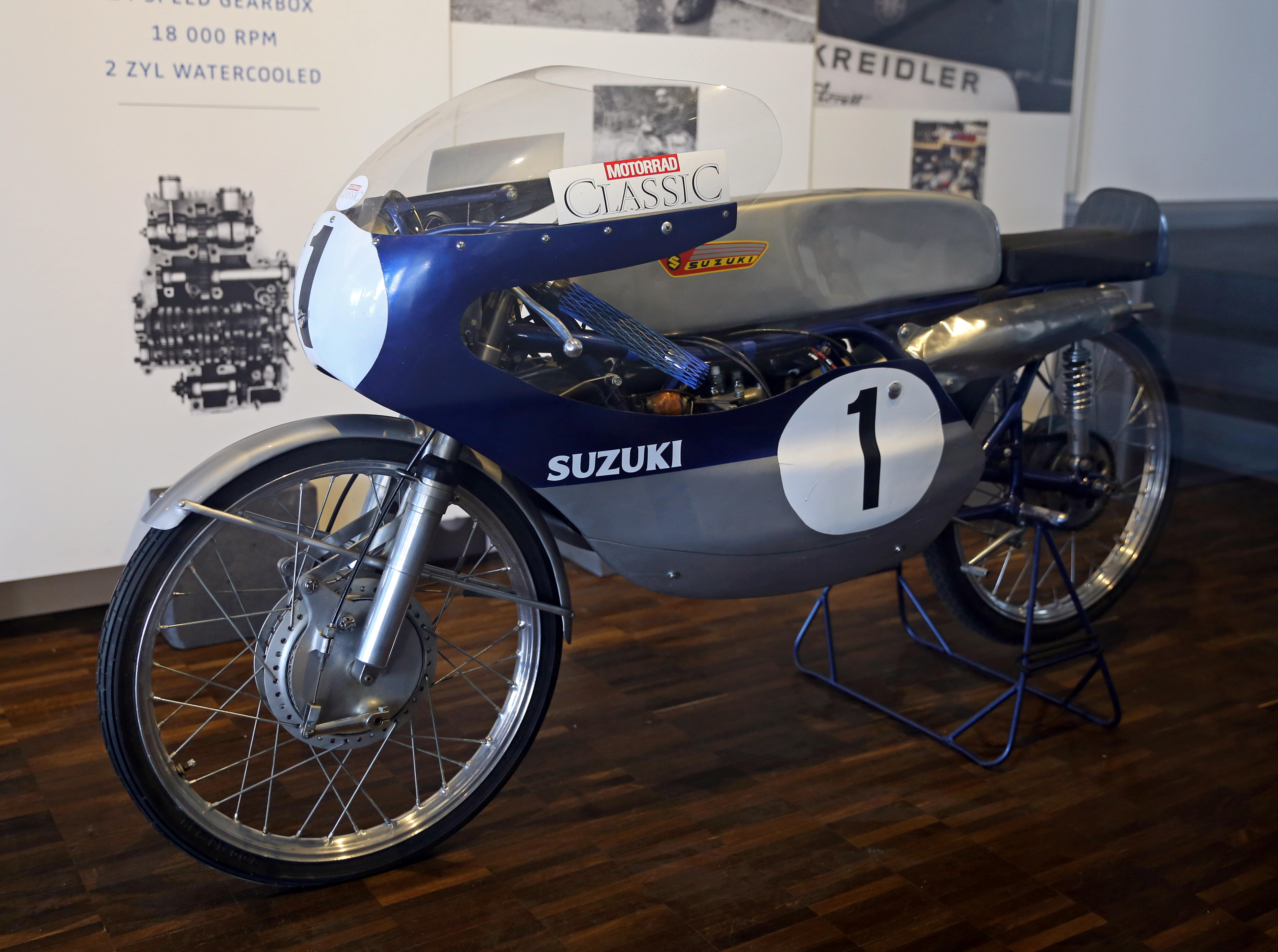
50cc-tweecilinder Suzuki RK 67 uit 1967.

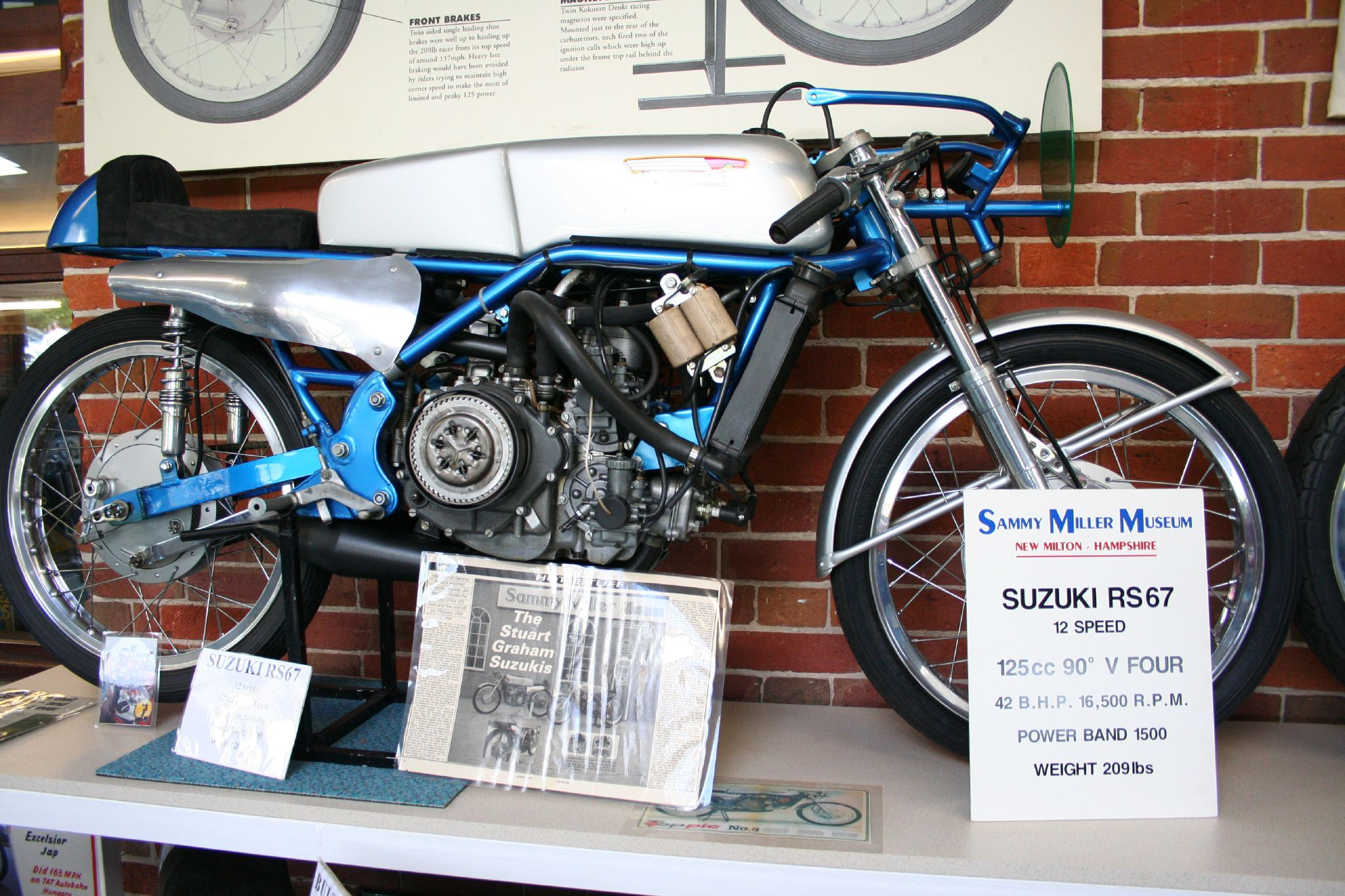
125cc-viercilinder Suzuki RS 67U uit 1967.

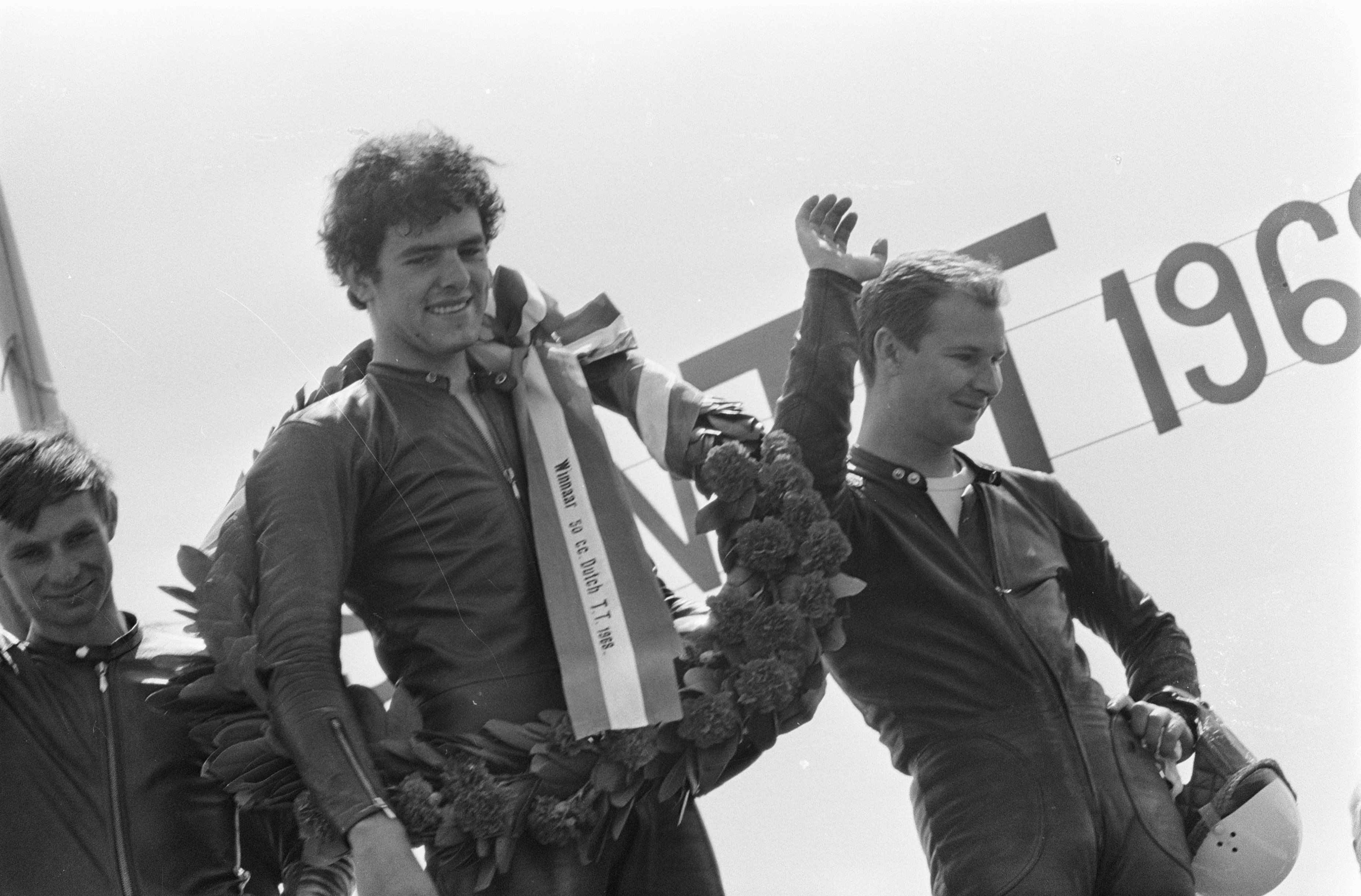
Een tevreden lachende Hans Georg Anscheidt (rechts) tijdens de TT van Assen van 1968, hoewel hij juist is verslagen door Paul Lodewijkx (met krans).

In het seizoen 1967 stapte Honda uit de 50- en de 125cc-klasse. In de 125cc-klasse hield Suzuki een geduchte concurrent in de Yamaha RA 31, maar in de 50cc-klasse had het vrij spel en de concurrentie voor Anscheidt kwam uit eigen huis, van Yoshimi Katayama en de zoon van Leslie Graham, Stuart. Anscheidt won de GP van Spanje voor Katayama. Hij won ook de GP van Duitsland, waar Katayama en Graham uitvielen. In de GP van Frankrijk won Katayama voor Anscheidt en Graham. Die laatste won de 50 cc TT. Anscheidt werd tweede, maar belangrijker was dat zijn grootste concurrent Katayama uitviel, waardoor de voorsprong Anscheidt in het WK alleen maar groter werd. Katayama won de TT van Assen, waar Anscheidt slechts vierde werd nadat hij een pitstop had moeten maken. Door de GP van België te winnen was Hans Georg Anscheidt al zeker van zijn tweede wereldtitel. De GP van Japan deed er niet meer toe. Anscheidt viel in die race en blesseerde zijn been, maar verbeet de pijn en finishte als vierde.

### 1968, privérijder, derde wereldtitel
Begin maart 1968 maakte Suzuki bekend te stoppen met races. Zowel Hans Georg Anscheidt als Stuart Graham mochten de 50cc-Suzuki RK 67 tweecilinders echter - zonder fabriekssteun - blijven gebruiken, ook in het WK. Dat waren machines die ook in 1968 nog als onverslaanbaar te boek stonden. Stuart Graham vond dit een goed moment om zijn carrière af te sluiten. Anscheidt kon - nu als privérijder - gewoon deelnemen aan het 50cc-kampioenschap en het 125cc-kampioenschap. De 50cc-klasse was nu al gereduceerd tot vijf wedstrijden. In de 50cc-GP van Duitsland won hij met 3½ minuut voorsprong op Rudolf Kunz (Kreidler) en in de GP van Spanje versloeg hij Ángel Nieto (fabrieks-Derbi). Als privérijder reisde hij niet naar de TT van Man, omdat het startgeld te laag was om de reiskosten te vergoeden. Kunz en Nieto vielen hier echter uit, waar Barry Smith van profiteerde door te winnen. Tijdens de TT van Assen werd Anscheidt met 0,1 seconde verschil verslagen door Paul Lodewijkx met de Jamathi. Anscheidt was wereldkampioen zonder het te weten. Men wist op dat moment nog niet dat de GP van Japan niet zou doorgaan. Zo dacht Anscheidt dat hij zijn titel pas zeker stelde toen hij de Belgische Grand Prix won. 

## Einde carrière
Hans Georg Anscheidt was inmiddels 33 jaar oud en moest het stellen zonder fabriekssteun en met verouderende motorfietsen. Hij verkocht zijn 125cc-Suzuki RT 67's aan Dieter Braun en aan Henk Viscaal, die er Cees van Dongen in 1969 op liet rijden.

### Eerbewijzen
- Op 3 februari 1967 kreeg hij het Silbernes Lorbeerblatt, de hoogste sportonderscheiding van de Bondsrepubliek Duitsland.

- In 1976 bracht Equatoriaal-Guinea een postzegel met de beeltenis van Hans Georg Anscheidt uit.

## Wereldkampioenschap wegrace resultaten
(Races in cursief geven de snelste ronde aan, punten (tussen haakjes) zijn inclusief streepresultaten)
| Jaar | Klasse | Team     | Motorfiets      | 1       | 2     | 3       | 4     | 5     | 6     | 7     | 8     | 9     | 10      | 11      | 12      | 13      | Punten                    | Plaats                             | Overwinningen                                   |                                     | Wereldkampioen |
| ---- | ------ | -------- | --------------- | ------- | ----- | ------- | ----- | ----- | ----- | ----- | ----- | ----- | ------- | ------- | ------- | ------- | ------------------------- | ---------------------------------- | ----------------------------------------------- | ----------------------------------- | -------------- |
| 1962 | 50 cc  | Kreidler | Kreidler RS     | SPA 1   | FRA - | IOM 4   | NED 3 | BEL 2 | DUI 2 |       | DDR - | NAT 1 | FIN 2   | ARG 2   |         |         | 36 (43)                   | 2e                                 | 2                                               | Ernst Degner, Suzuki RM 62          |                |
| 1963 | 50 cc  | Kreidler | Kreidler RS     | SPA 1   | DUI 4 | FRA 1   | IOM 3 | NED 6 | BEL 3 |       |       | FIN 1 |         | ARG DNS | JAP DNS |         | 32 (36)                   | 2e                                 | 3                                               | Hugh Anderson, Suzuki RM 63         |                |
| 1963 | 125 cc | Bultaco  | Bultaco TSS 125 | SPA 13  | DUI - | FRA -   | IOM - | NED - | BEL - | ULS - | DDR - | FIN - | NAT -   | ARG -   | JAP -   | 0       | -                         | 0                                  | Hugh Anderson, Suzuki RT 63                     |                                     |                |
| 1964 | 50 cc  | Kreidler | Kreidler RS     | VST 4   | SPA 1 | FRA 2   | IOM 4 | NED 4 | BEL 2 | DUI 4 |       |       | FIN 2   |         |         | 29 (38) | 3e                        | 1                                  | Hugh Anderson, Suzuki RM 64                     |                                     |                |
| 1965 | 50 cc  | Kreidler | Kreidler RS     | VST -   | DUI 6 | SPA 5   | FRA - | IOM - | NED - | BEL - |       |       |         |         |         |         | 6                         | 7e                                 | 0                                               | Ralph Bryans, Honda RC 114 / RC 115 |                |
| 1965 | 50 cc  | Suzuki   | Suzuki RK 65    |         |       |         |       |       |       |       |       |       |         |         |         | JAP 4   | 6                         | 7e                                 | 0                                               | Ralph Bryans, Honda RC 114 / RC 115 |                |
| 1965 | 125 cc | Privé    | MZ-Kreidler     | VST -   | DUI - | SPA DNF | FRA - | IOM - | NED - |       | DDR - | TSL - | ULS -   | FIN -   | NAT 5   | JAP -   | 2                         | 21e                                | 0                                               | Hugh Anderson, Suzuki RT 65         |                |
| 1966 | 50 cc  | Suzuki   | Suzuki RK 66    | SPA 2   | DUI 1 |         | NED 4 |       |       |       |       |       | IOM DNF | NAT 1   | JAP 2   |         | 28 (31)                   | 1e                                 | 2                                               | Hans Georg Anscheidt, Suzuki RK 66  |                |
| 1966 | 125 cc | Suzuki   | Suzuki RT 66    | SPA DNF | DUI 5 |         | NED - |       | DDR - | TSL - | FIN - | ULS - | IOM -   | NAT DNS | JAP -   | 2       | 12e                       | 0                                  | Luigi Taveri, Honda 2RC 146 / 4 RC 146 / RC 148 |                                     |                |
| 1967 | 50 cc  | Suzuki   | Suzuki RK 67    | SPA 1   | DUI 1 | FRA 2   | IOM 2 | NED 4 | BEL 1 |       |       |       |         |         |         | JAP 4   | 30 (42)                   | 1e                                 | 3                                               | Hans Georg Anscheidt, Suzuki RK 67  |                |
| 1967 | 125 cc | Suzuki   | Suzuki RT 67    | SPA -   | DUI 2 | FRA -   | IOM - | NED - |       | DDR - | TSL - | FIN - | ULS -   | NAT 2   | CAN -   | JAP -   | 12                        | 6e                                 | 0                                               | Bill Ivy, Yamaha RA 31              |                |
| 1968 | 50 cc  | Privé    | Suzuki RK 67    | DUI 1   | SPA 1 | IOM DNS | NED 2 | BEL 1 |       |       |       |       |         |         | 24 (30) | 1e      | 3                         | Hans Georg Anscheidt, Suzuki RK 67 |                                                 |                                     |                |
| 1968 | 125 cc | Privé    | Suzuki RT 67    | DUI 2   | SPA - | IOM DNS | NED - |       | DDR - | TSL - | FIN - | ULS - | NAT 3   | 10      | 8e      | 0       | Phil Read, Yamaha RA 31 A |                                    |                                                 |                                     |                |